# Appen
Appen est une commune de l'arrondissement de Pinneberg appartenant au Land du Schleswig-Holstein, en Allemagne.

## Histoire
Appen a été mentionnée pour la première fois dans un document officiel en 1269.

## Jumelages
- Polegate (Angleterre)